# هومر بيلي
هومر بيلي (بالإنجليزية: Homer Bailey)‏ هو لاعب كرة قاعدة أمريكي، ولد في 3 مايو 1986 في لا غرانغ في الولايات المتحدة.

## وصلات خارجية
- هومر بيلي على موقع دوري كرة القاعدة الرئيسي (الإنجليزية)
- هومر بيلي على موقعبيزبول رفرنس.كوم (الدوري الرئيسي) (الإنجليزية)
- هومر بيلي على موقعبيزبول رفرنس.كوم (الدوري الثانوي) (الإنجليزية)
- هومر بيلي على موقع إي إس بي إن.كوم (أم.أل.بي) (الإنجليزية)
- هومر بيلي على موقع مشجعي الرسوم البيانية (الإنجليزية)